# Тааффе, Филип
Филип Тааффе (англ. Philip Taaffe; 1955, Элизабет, Нью-Джерси) — американский художник.

## Биография
Филип Тааффе родился в 1955 году в Элизабет, Нью-Джерси, учился в Союзе Купера в Нью-Йорке, получил степень бакалавра изобразительных искусств в 1977.
Тааффе достиг международного признания в начале 1980-х как участник движения, связанного с апроприацией. В своих орнаментах, формах и стилях из самых разных источников, он продемонстрировали своё мастерство в качестве культурного посредника.
Поклонник Матисса и синтетического кубизма, с середины 1980-х начал заимствовать образы и дизайн непосредственно у более поздних художников. В «Мы не боимся» («We Are Not Afraid», 1985), он развивает мотив Барнетта Ньюмена, название является ответом на серию картин Ньюмена «Кто боится красного, жёлтого и синего» («Who’s Afraid of Red, Yellow and Blue», 1966—1970). В «Defiance» (1986), он переосмысливает работу Бриджит Райли.
Его первая персональная выставка прошла в Нью-Йорке в 1982 году. С тех пор он участвовал в выставках «Carnegie International», Сиднейской биеннале, Биеннале Уитни. Его работы находятся в Музее современного искусства в Нью-Йорке, Музее современного искусства Сан-Франциско, Музее искусств Филадельфии, Музее Уитни.
Тааффе много путешествовал по Ближнему Востоку, Индии, Южной Америке и Марокко. Жил и работал в Неаполе в 1988—1991 годах. Художник живёт и работает в Нью-Йорке.